# Norte Pioneiro Paranaense
Norte Pioneiro Paranaense è una mesoregione del Paraná in Brasile.

## Microregioni
Comprende al suo interno 46 comuni, suddivisi in 5 microregioni:
- Assaí
- Cornélio Procópio
- Ibaiti
- Jacarezinho
- Wenceslau Braz